# Molidae
Famille
Les Molidés (Molidae), aussi appelés poissons-lunes, sont une famille de poissons marins appartenant à l'ordre des Tetraodontiformes.

## Description et caractéristiques

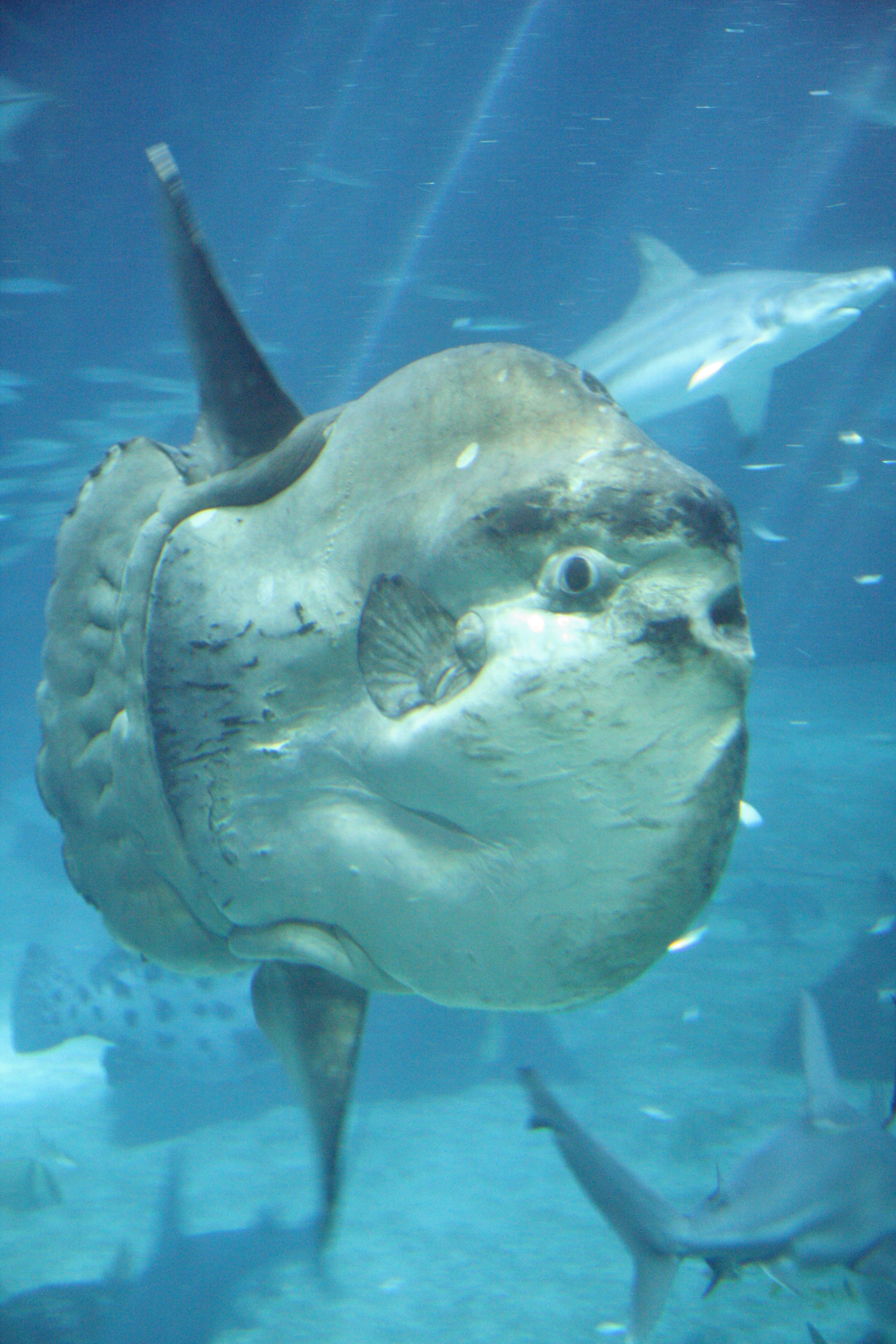
Poisson-lune.

Cette famille contient des poissons dont le corp se termine juste derrière les nageoires dorsale et anale, en leur donnant l'apparence d'un « demi-poisson ». Elle contient aussi le plus grand des poissons osseux à nageoires, le poisson-lune Mola mola enregistré jusqu'à 3,3 mètres de longueur et de 2 tonnes en poids.
Ce sont les poissons ayant le moins de vertèbres, avec seulement 16 vertèbres pour le Môle. Ils ont la peau assez rugueuse. De plus, ils n'ont pas d'os caudaux, et une grande partie de leur squelette est fait de cartilage. Ils n'ont pas de plaques osseuses dans la peau, elle est, toutefois, épaisse et dense comme le cartilage. Ils n'ont pas de vessie natatoire.
La viande contient la même toxine que chez les Tetraodontidés, mais d'une concentration moindre.
Les Molidés nagent surtout à l'aide de leurs nageoires dorsale et anale, les nageoires pectorales sont probablement des stabilisateurs. Pour se diriger, un jet d'eau sort de leur bouche ou des branchies. Ils sont en mesure de produire un son en frottant leurs dents pharyngiennes, qui sont longues et pointues. Comme les autres Tetraodontiformes, leurs dents sont fusionnées en bec, les empêchant de fermer leur bouche. Malgré cela, ils se nourrissent principalement d'animaux à corps mou, comme les méduses et les salpes, mais s'alimentent également de petits poissons et de crustacés.

## Liste des genres
Selon FishBase (17 février 2015), ITIS (17 février 2015) et World Register of Marine Species (17 février 2015) :
- genre Masturus Gill, 1884
  - Masturus lanceolatus (Liénard, 1840)
- genre Mola Koelreuter, 1766
  - Mola mola (Linnaeus, 1758) -- Poisson-lune
  - Mola ramsayi (Giglioli, 1883)
- genre Ranzania Nardo, 1840
  - Ranzania laevis (Pennant, 1776)

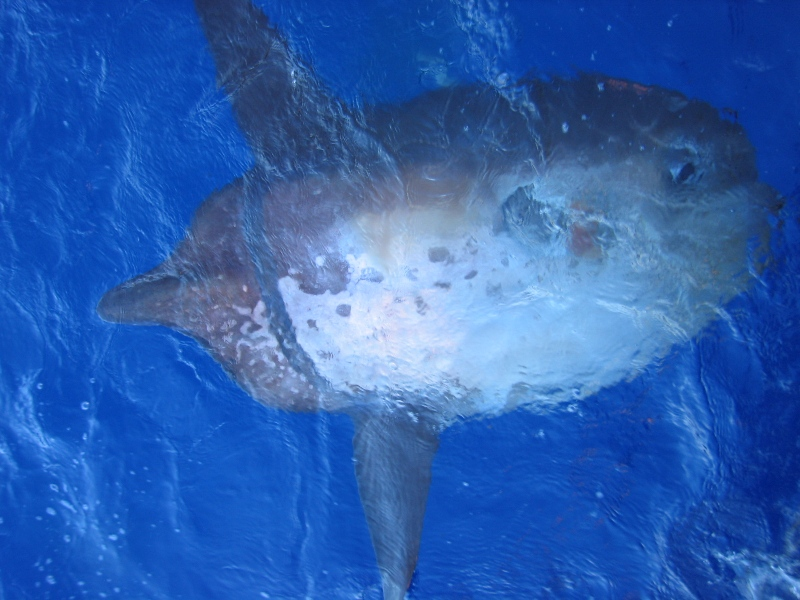
Masturus lanceolatus
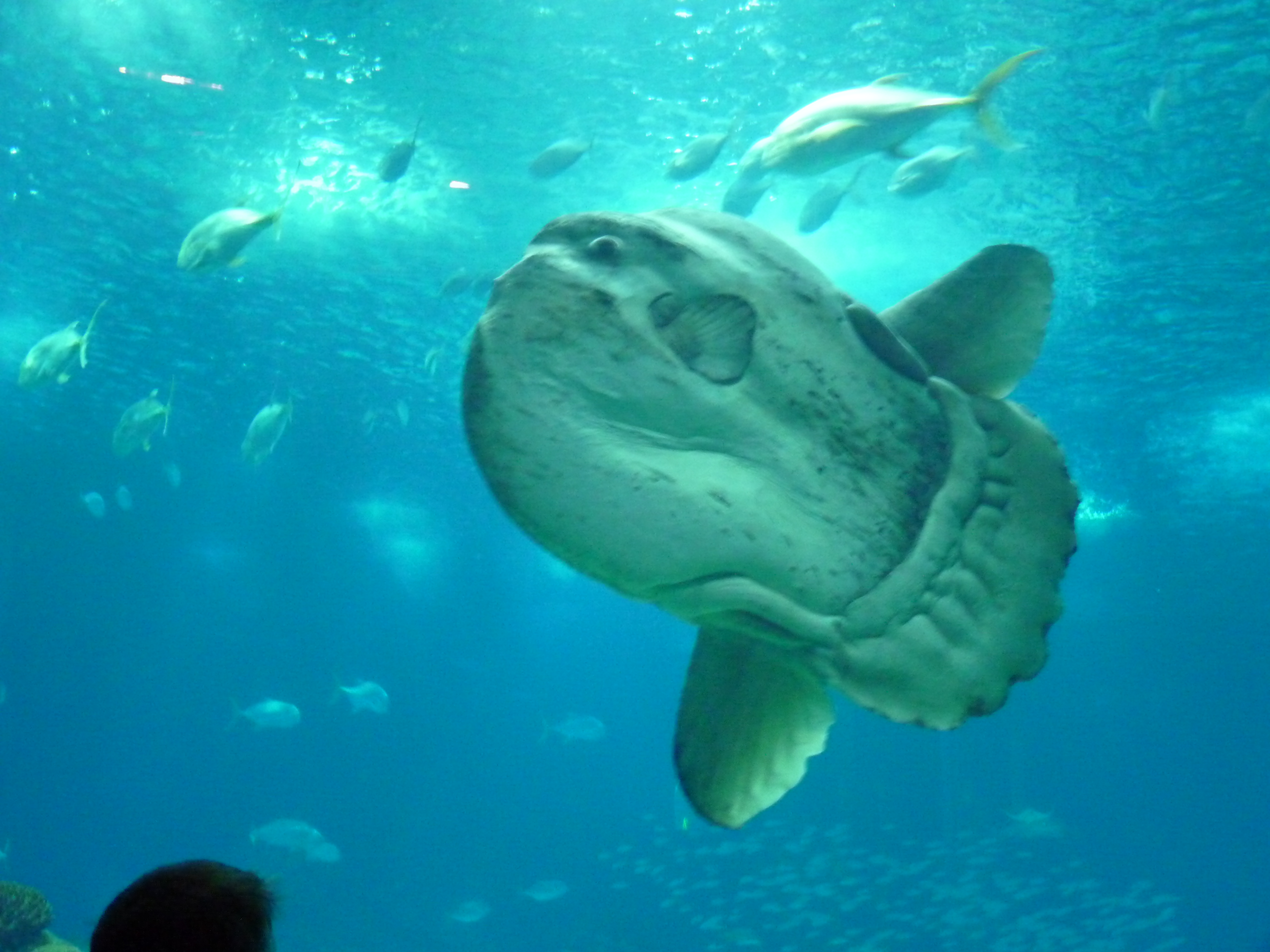
Mola mola
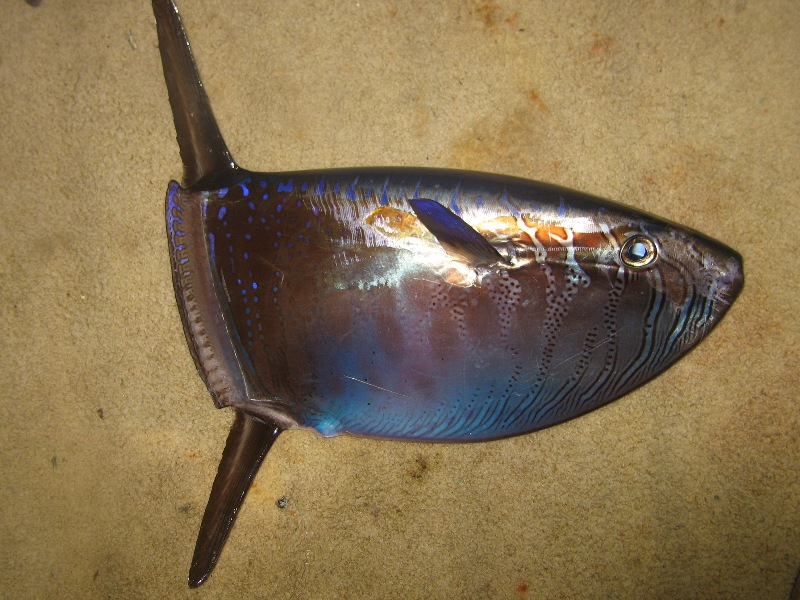
Ranzania laevis